# Chó sục Sealyham
Chó sục Sealyham (tiếng xứ Wales: Daeargi Sealyham) là giống chó hiếm của xứ Wales, có nguồn gốc từ xứ Wales và đóng vai trò là một con chó làm việc. Giống chó này có bộ lông chủ yếu là màu trắng, khá lởm chởm, được phát triển vào giữa thế kỷ 19 bởi thuyền trưởng John Edwardes tại Sealyham House, Pembrokeshire.

## Tính cách
Mặc dù hạnh phúc trong việc chung sống cùng những cá thể khác, chúng sẽ cảm thấy ổn hơn nếu được yên tĩnh một mình. Chó sục Sealyham phù hợp cho cả thị trấn và quốc gia. Những con chó giống này có thể cứng đầu, phát ra âm thanh lớn và náo nhiệt nhưng cũng đầy cá tính. Trong khi chúng có thể đóng vai trò là những người bạn trung thành, chúng còn có thể được huấn luyện để trở thành những con chó làm việc, khiến chúng trở thành tay săn chuột xuất sắc. Chúng cũng có thể được huấn luyện khi còn là một con chó con để hòa nhập với các loài động vật khác, bao gồm cả mèo và chim.
Harry Parsons, mô tả các chú chó của mình, các con chó thuộc giống chó sục Sealyham như sau: "Chúng là những người bạn tuyệt vời và cách chúng gắn bó với chủ nhân của chúng gần như là một phép màu. Tôi hiện có sáu con chó giống này trong nhà và nếu ai đó đến bấm chuông, phàn nàn về sự phá hoại và yêu cầu chúng tôi đi săn bắt chuột, các chú chó sục Sealyham sẽ biết và ra khỏi cửa trong một phần nghìn giây. Nếu bạn huấn luyện chúng, chúng sẽ mang con mồi về cho bạn. Chúng sẽ làm bất cứ điều gì để làm hài lòng bạn."